# Сподњи Стари Град
Сподњи Стари Град (словен. Spodnji Stari Grad) је насељено место у општини Кршко, Посавска регија, Словенија.

## Историја
До територијалне реорганизације у Словенији био је у саставу старе општине Кршко.

## Становништво
У попису становништва из 2011. године, Сподњи Стари Град је имао 248 становника.
| Становништво према пописима | Становништво према пописима | Становништво према пописима |
| --------------------------- | --------------------------- | --------------------------- |
| 1991                        | 2002                        | 2011                        |
| 234                         | 237                         | 248                         |

Напомена: Године 1955. настао је спајањем насеља Стари Град при Видму и Врбинска вас, која су укинута.